# Paul Boehm
Paul Boehm (* 10. August 1974) ist ein kanadischer Skeletonfahrer.
Paul Boehm begann 1998 mit dem Skeletonsport. Er wird von Teresa Schlachter trainiert. An internationalen Wettkämpfen nimmt er seit Ende 1999 teil. Sein Debüt feierte er als 30. im Skeleton-Weltcup bei einem Rennen in Calgary. Sein erstes nennenswertes Ergebnis erreichte er zwei Jahre später, wiederum in Calgary als Drittplatzierter in einem Rennen im Rahmen des America’s Cup, in der Gesamtwertung des Wettbewerbes wurde er am Ende Siebter. Bei den Kanadischen Meisterschaften 2002 gewann er die Bronzemedaille.
Im Dezember 2002 kam er in Lake Placid als Vierter erstmals unter die Top Ten bei einem Weltcuprennen. 2003 startete er erstmals bei Skeleton-Weltmeisterschaften. In Nagano belegte er den 18. Platz. 2005 gewann er den Titel bei den Kanadischen Meisterschaften. Das beste Ergebnis in einem Weltcuprennen erreichte er im November 2005 als Zweiter hinter Eric Bernotas in Lake Placid. Der Höhepunkt in einer guten Saison 2005/06, die er als Sechster des Gesamtweltcups beendete, bildete die Teilnahme an den Olympischen Spielen in Turin. Dort verpasste er als Viertplatzierter hinter Gregor Stähli die Bronzemedaille nur knapp.